# Ото Фридрих II фон дер Шуленбург

Ото Фридрих II фон дер Шуленбург (на немски: Otto Friedrich II Graf von der Schulenburg; * 1726; † 1793) е граф от род фон дер Шуленбург.
Той е единствен син на граф Хайнрих Вернер Готлиб фон дер Шуленбург (1696 – 1764) и Катарина София фон Вюлкнитц. Внук е на граф Хайнрих XII фон дер Шуленбург (1668 – 1702) и първата му съпруга Доротея фон Мюнххаузен (1660 – 1698). Потомък е на Хенинг III фон дер Шуленбург (1587 – 1637) и Катарина Шенк фон Флехтинген († сл. 1638).

## Фамилия
Ото Фридрих II фон дер Шуленбург се жени за Елеонора фон Вюлкнитц († 1765). Те имат един син:
- Карл Вилхелм Фридрих фон дер Шуленбург (1765 – 1802), женен за Албертина Амалия фон Вартенслебен (1769 – 1833); нямат деца

Ото Фридрих II фон дер Шуленбург се жени втори път 1766 г. за Мария Доротея фон Тюмен (1738 – 1815). Те имат един син:
- Йохан Фридрих Хайнрих Вилхелм Алберт фон дер Шуленбург (* 1779; † 24 март 1813), женен за графиня Еренгард Фридерика Шарлота фон дер Шуленбург (* 31 октомври 1771; † 1856), дъщеря на граф Ахац Вилхелм фон дер Шуленбург (1738 – 1808) и Доротея Кристина Еренгард Шенк фон Флехтинген (1741 – 1823); нямат деца